# Gomphotherier
Gomphotherier (Gomphotheriidae) är en familj av utdöda elefantdjur som levde mellan oligocen och pleistocen på nästan alla kontinenter förutom Australien, Antarktis och Oceanien. Det vetenskapliga namnet bildas av de gammalgrekiska orden gomphos (sammanlänkad) och ther (vild kreatur).
Familjens medlemmar nådde Sydamerika efter sammanlänkningen med Nordamerika. Exemplaren var stora och levde antagligen i skogar och savanner. På grund av tändernas utformning antas att de hade gräs som föda. De var troligtvis viktiga för gräsfröns spridning. Allmänt jämförs arternas levnadssätt med de nu levande noshörningarna. Flera av familjens medlemmar hade stora betar i neder- och överkäken. Dessa tänder liknade ibland en skyffel. Arter från Afrika levde tidvis tillsammans med elefanter. Familjens sista medlemmar levde fram till pleistocen eller tidig holocen i Centralamerika och Mexiko.